# تزوير الانتخابات الإسبانية

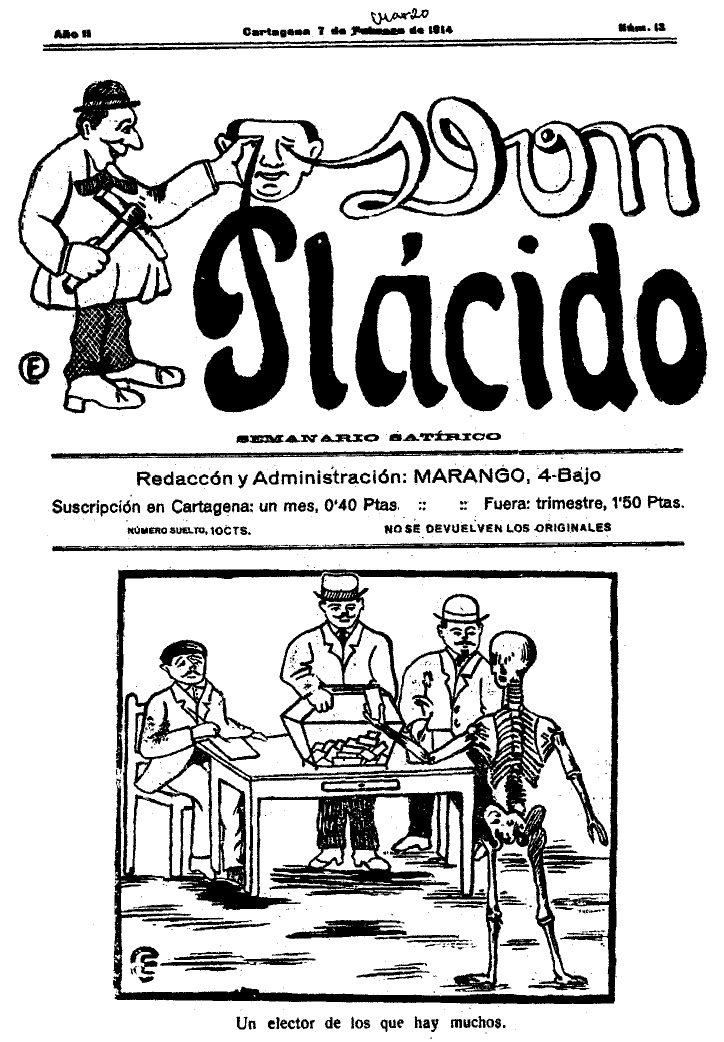

تزوير الانتخابات الإسبانية أطلق الإسبان على هذا النوع من التزوير كلمة بوتشيرواثو وتعني طنجرة اليخنة، وهي تشبه التعبير العربي الذي يطلق عند التآمر في القضايا فيقال «طبخة مطبوخة». ففي إسبانيا وبالتحديد في أواخر القرن التّاسع عشر، وفي مرحلة عودة البوربون إلى إسبانيا أبرمت الأحزاب المسيطرة: الليبرالي والمحافظون أو كما يعرف باسم نظام تداول السلطة (بالإسبانيّة: turnismo) اتفاقاً فيما بينهما على التّناوب على حكم البلاد. وللوصول للحكم كانت تُجرى انتخابات بين الطّرفين بعيدة عن النزاهة والمصداقيّة، أتقن فيها الحزبان استخدام أساليب الخدع والتلاعب. ومن أساليب التّلاعب الشائعة إضافة أصوات أو طرحها من صندوق أوراق الاقتراع (التي كانت على شكل أواني) حيث تسقط فيها أوراق الناخبين.
وصل التزوير أقصى حدوده حين كان استخدمت أسماء أشخاص متوفييّن لحصد المزيد من الأصوات، وكانت تُعرف طريقة التّزوير هذه بطريقة لعازر نسبة إلى النبي المذكور في الإنجيل والذي عاد من موته بعد مائة عام.
ومن الطّرق الأُخرى المعمول بها في ذلك الوقت طريقة كونيروس (بالإسبانيّة: cuneros وتطلق على مرشحي الحكومة لانتخابات السلطة التشريعية)حيث يتم من خلالها تسجيل أسماء الناخبين بدوائر انتخابية غير دوائرهم الأصليّة.
هذا وقد واصل استخدام كلمة بوتشيرواثو كمرادف لعملية تزوير الانتخابات لفترة لاحقة من تاريخ إسبانيا. وبقيّ تّاريخ الانتخابات الإسبانية موسوماً بالتزوير وغياب الشرعية حتى في بداية حكم النّظام الليبرالي حيث كانت جميع الحكومات التي يتم استدعاؤها تفوز هي نفسها بالانتخابات، ولذلك انبثق شعار (لا للحكومات غير منتخبة، نعم لانتخاب الحكومات).
وجاء الإصلاح في عام 1878 الذي تمّ فيه استعادة العرش لعائلة البربون ووضع دستور إسبانيا 1876 حيث أجريت عليه تعديلات من أبرزها أن تُجرى الانتخابات في يوم واحد وليس في عدّة أيام وذلك للقضاء على التزوير والحصول على نتائج حقيقيّة وشفافة.
في عام 1907 واستكمالاً للإصلاحات الانتخابيّة وللقضاء على ظاهرة التّزوير ظهر قانون انتخابات نظريّ، ينصّ على تقديم مرشّح واحد يُدعى المرشح المُنتخب تلقائياً دون اللّجوء إلى عمليّة الانتخابات، وأدّى ذلك إلى غياب الرّوح التّنافسيّة بين المنتخبين. ومع ذلك استمرّ تطبيق هذا القانون حيث نتج عنه في عام 1923 أن حصل ما يقارب 146 نائباً على مقاعدهم دون اللجوء إلى صناديق الاقتراع.
هذا القانون بقي ساري المفعول حتّى الانتخابات البلديّة عام 1931 التي ضمت أعضاءً من الحزبين الجمهوريّ والملكيّ.
وعلى الرّغم من الإصلاحات الانتخابية إلا أن الانتخابات لم تصل إلى مستوى النّزاهة والشّفافية المطلوبة إلا في عام 1977 حين طبّقت الانتخابات الديمقراطية في إسبانيا من خلال نظام انتخابي يقضي بأخذ النّسبة بعين الاعتبار لتحديد من هو الفائز وليس الأغلبية كما كان معمولاً به سابقاً في تاريخ إسبانيا، وطُبّق من خلاله نظام دونت (بالإسبانية: sistema D'Hondt) في توزيع المقاعد، ولكنه كان يعود بالفائدة على الأحزاب الكبرى على مستوى الدّولة أو الإقليم على حدٍّ سواء فكان على حساب أحزاب الأقليّة، وكان عرضةً للانتقاد من قبل الدائرة الانتخابيّة المحليّة والمحافظات ذات الكثافة السّكانيّة المنخفضة.